# Líderes en puntos de la Liga Nacional de Baloncesto
La Liga Nacional de Baloncesto le otorga el premio al jugador con el mayor promedio de puntos en un campeonato determinado. El premio es otorgado desde la temporada inaugural de la liga cuando se denominaba Liga Dominicana de Baloncesto.
El estadounidense Rogers Washington fue el primer jugador en ganar el premio tras liderar la temporada inaugural con 24.6 puntos por partido. Juan Araujo de los Panteras del Distrito Nacional fue el primer jugador dominicano en ganar el premio en 2008. Gerardo Suero es el único jugador en ganar el premio tres veces. Además, Suero es el único jugador en superar los 500 puntos en 2 de las 3 ocasiones que ha ganado el premio. En las 13 ediciones de la liga, los ganadores han sidos 5 estadounidense y 5 dominicanos. A los 23 años de edad, Rigoberto Mendoza es el jugador más joven en ser el líder en puntos en la historia de la liga, con un promedio de 23.9 puntos en la Liga Nacional de Baloncesto 2015. Mientras que a los 30 años, 3 meses y 3 días, Víctor Liz es el jugador más viejo con un promedio de 22.4 puntos por partido en 2016.

## Líderes en puntos
| Año  | Jugador                                    | Equipo                                     | Partidos                                   | TC                                         | 3P                                         | TL                                         | Puntos                                     | Promedio                                   |
| ---- | ------------------------------------------ | ------------------------------------------ | ------------------------------------------ | ------------------------------------------ | ------------------------------------------ | ------------------------------------------ | ------------------------------------------ | ------------------------------------------ |
| 2005 | Rogers Washington                          | Cocolos de San Pedro de Macorís            | 21                                         | —                                          | —                                          | —                                          | 516                                        | 24.6                                       |
| 2006 | Reggie Charles                             | Cocolos de San Pedro de Macorís            | 20                                         | 155                                        | 30                                         | 90                                         | 430                                        | 21.5                                       |
| 2007 | Jamaal Thomas                              | Marineros de Puerto Plata                  | 23                                         | —                                          | —                                          | —                                          | 474                                        | 20.6                                       |
| 2008 | Juan Araujo                                | Panteras del Distrito Nacional             | 19                                         | —                                          | —                                          | —                                          | 393                                        | 20.7                                       |
| 2009 | No hubo torneo                             | No hubo torneo                             | No hubo torneo                             | No hubo torneo                             | No hubo torneo                             | No hubo torneo                             | No hubo torneo                             | No hubo torneo                             |
| 2010 | Tyron Thomas                               | Indios de San Francisco de Macorís         | 8                                          | 72                                         | 6                                          | 41                                         | 191                                        | 23.9                                       |
| 2011 | Juan Coronado                              | Reales de La Vega                          | 19                                         | 146                                        | 40                                         | 73                                         | 405                                        | 21.3                                       |
| 2012 | Ollie Bailey (1)                           | Cocolos de San Pedro de Macorís            | 19                                         | 164                                        | 27                                         | 109                                        | 464                                        | 24.4                                       |
| 2013 | Ollie Bailey (2)                           | Cocolos de San Pedro de Macorís            | 21                                         | 153                                        | 29                                         | 88                                         | 423                                        | 20.1                                       |
| 2014 | Gerardo Suero                              | Titanes del Distrito Nacional              | 20                                         | 167                                        | 56                                         | 114                                        | 504                                        | 25.2                                       |
| 2015 | Rigoberto Mendoza                          | Reales de La Vega                          | 20                                         | 160                                        | 46                                         | 111                                        | 477                                        | 23.9                                       |
| 2016 | Víctor Liz                                 | Metros de Santiago                         | 15                                         | 114                                        | 36                                         | 72                                         | 336                                        | 22.4                                       |
| 2017 | Gerardo Suero (2)                          | Indios de San Francisco de Macorís         | 19                                         | 180                                        | 52                                         | 111                                        | 523                                        | 27.5                                       |
| 2018 | Gerardo Suero (3)                          | Indios de San Francisco de Macorís         | 16                                         | 150                                        | 34                                         | 76                                         | 410                                        | 25.6                                       |
| 2019 | Paris Bass                                 | Indios de San Francisco de Macorís         | 13                                         | 98                                         | 9                                          | 77                                         | 282                                        | 21.7                                       |
| 2020 | No hubo torneo por la pandemia de COVID-19 | No hubo torneo por la pandemia de COVID-19 | No hubo torneo por la pandemia de COVID-19 | No hubo torneo por la pandemia de COVID-19 | No hubo torneo por la pandemia de COVID-19 | No hubo torneo por la pandemia de COVID-19 | No hubo torneo por la pandemia de COVID-19 | No hubo torneo por la pandemia de COVID-19 |
| 2021 | Yeison Colomé                              | Cañeros del Este                           | 13                                         |                                            |                                            |                                            |                                            | 20.7                                       |
| 2025 | Juan Guerrero                              | Metros de Santiago                         | 14                                         | 118                                        | 10                                         | 66                                         | 312                                        | 22.3                                       |